# 67019 Hlohovec
67019 Hlohovec è un asteroide della fascia principale. Scoperto nel 1999, presenta un'orbita caratterizzata da un semiasse maggiore pari a 2,3973438 au e da un'eccentricità di 0,0957099, inclinata di 5,43624° rispetto all'eclittica.